# Caprimulgiformes
Ordre
Les Caprimulgiformes sont un ordre d'oiseaux. Ses espèces sont nommées podarges, guacharo, ibijaux et engoulevents.

## Description
Ce sont des oiseaux nocturnes ayant de longues ailes, de petites pattes et un bec court mais une gueule très large leur permettant de capturer leurs proies, notamment des insectes en vol. La majorité des espèces possède un plumage cryptique, à dominance brune, grise et beige, permettant aux oiseaux de ce groupe de rester camouflés durant la journée au sol ou dans les arbres.

## Habitats et répartition

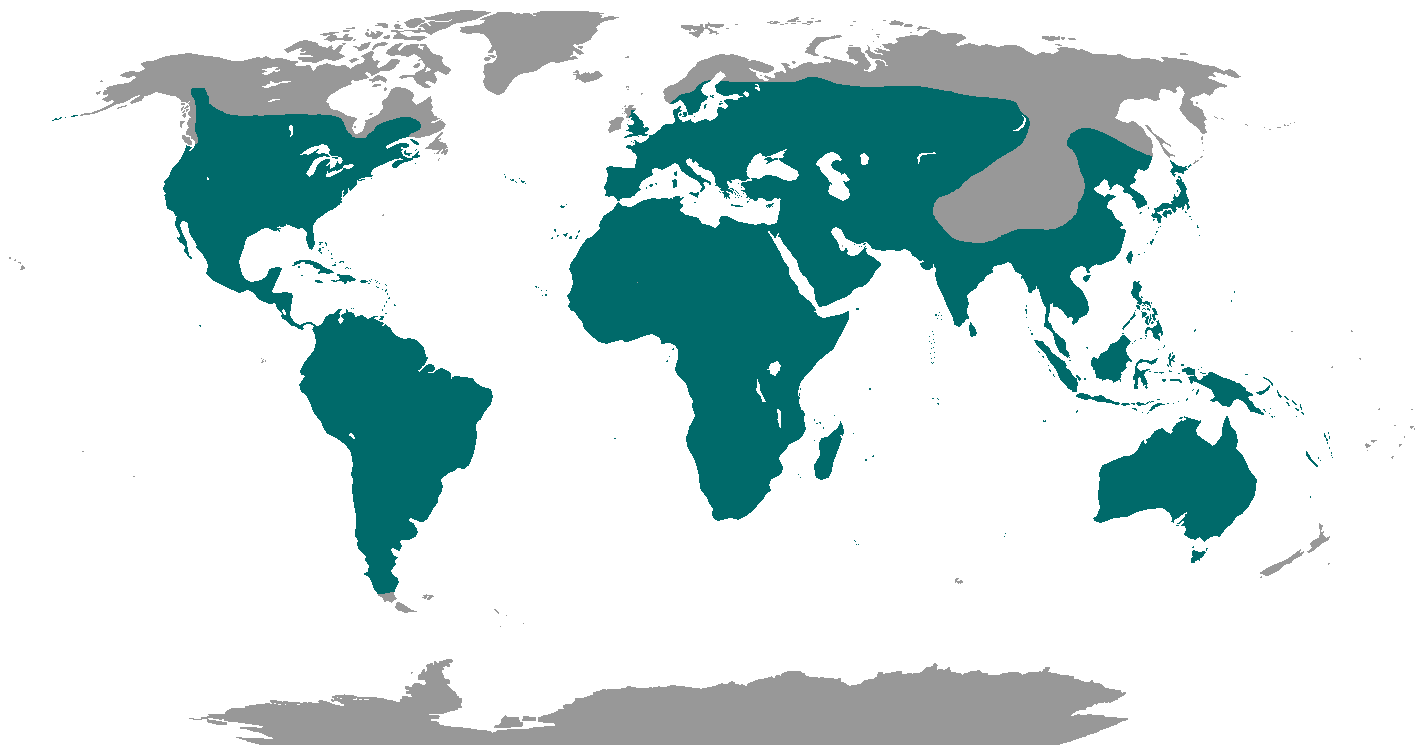
Distribution mondiale des engoulevents et autres caprimulgiformes.

Les caprimulgiformes sont présents sur tous les continents excepté l'Antarctique.

## Systématique

### Liste des espèces
D'après la classification de référence (version 15.1, 2025) du Congrès ornithologique international, cet ordre comprend une famille :
- Caprimulgidae : engoulevents  (98 espèces)

### Position systématique
Dans la taxinomie Sibley-Ahlquist, l'ordre des Caprimulgiformes était intégrée à l'ordre élargi des Strigiformes. Il regroupait alors neuf familles :
- les deux familles de rapaces norcturnes : Tytonidae et Strigidae ;
- Caprimulgidae : engoulevents  (98 espèces)
- Steatornithidae : guacharo (1 espèce) ;
- Nyctibiidae : ibijaux (7 espèces) ;
- Podargidae : Podargues (4 espèces) ;
- Batrachostomidae (12 espèces, aujourd'hui regroupées avec les podargidae)
- plus celle des Aegothelidae (9 espèces).